# William J. Tuttle
William Julian Tuttle (Jacksonville, Florida; 13 de abril de 1912 - Pacific Palisades, California; 27 de julio del 2007). Fue un artista de maquillaje estadounidense. Conocido por su trabajo de maquillaje en películas como El mago de Oz, Las 7 caras del Dr. Lao, Planeta prohibido, The Time Machine entre otras.
Fue la primera persona en recibir un Oscar en la categoría mejor maquillaje, incluso cuando esta no era una categoría oficial de la Academia.

## Vida y trayectoria
A temprana edad se vio obligado a abandonar la escuela para mantener a su madre y su hermano menor. Después de una serie de trabajos ocasionales y una breve estadía en su propia banda, Tuttle se mudó a Los Ángeles en 1930 y comenzó a tomar clases de arte en la Universidad del Sur de California, donde se reuniría con su futuro colaborador Charles Schram. Casi al mismo tiempo, comenzó a trabajar como una página en Fox Studios.

## Carrera
Continuó trabajando con el maquillador Jack Dawn en Twentieth Century Pictures.
En 1934, Tuttle y Dawn se mudaron a Metro-Goldwyn-Mayer. Trabajando como asistente de Dawn, Tuttle supervisó el trabajo de maquillaje en películas como El mago de Oz y El padre de la novia.
Tuttle creó maquillaje para muchas de las estrellas más grandes de Hollywood, entre ellas Judy Garland (Summer Stock, 1950); Gene Kelly (Cantando bajo la lluvia, 1952); Katharine Hepburn (Pat y Mike, 1952) y Esther Williams (Million Dollar Mermaid, 1952). Finalmente, se abrió camino hasta la cabeza del departamento de maquillaje del estudio.
En la década de 1950 sería responsable del maquillaje en Cantando bajo la lluvia, Planeta prohibido, North by Northwest y The Time Machine. Reutilizó piezas que creó por primera vez para The Time Machine en  The Eye of the Beholder, una de sus muchas contribuciones a la Zona Crepuscular.
Trabajos posteriores incluyeron Logan's Run y Young Frankenstein. Tuttle es el tema del corto de 1968 MGM, The King of the Duplicators, donde demostró algunos de sus trabajos. También apareció como él mismo en la película documental The Fantasy Film Worlds of George Pal (1985), producida y dirigida por Arnold Leibovit.
Más tarde en la vida, Tuttle administró su compañía conocida como Custom Color Cosmetics.

## Premios
En 1964, Tuttle recibió un Óscar honorífico por su trabajo en Las 7 caras del Dr. Lao; esto fue 17 años antes de que el maquillaje se convirtiera en una categoría oficial de la Academia.
No fue hasta 1981 cuando el maquillaje se convirtió en categoría de premios.

## Vida personal
Tuttle estuvo casado cinco veces. Fue el primer esposo de la estrella de televisión y ganadora del Óscar Donna Reed. Con su tercera esposa Marie Kopicki, tuvo dos hijos, su hija Teresa y Jhon su hijo.
William Tuttle murió a la edad de 95 años, por causas naturales en su hogar en Pacific Palisades, California, sobrevivido por su esposa, Anita y su hija, Teresa.
Sus restos fueron colocados en Minneapolis, el cementerio Lakewood en Minnesota.

## Filmografía
- 1939: El mago de Oz
- 1950: Father of the Bride
- 1951: An American in Paris
- 1952: Million Dollar Mermaid
- 1952: Pat and Mike
- 1952: Singin' in the Rain
- 1953: Arena
- 1954: Brigadoon
- 1955: Moonfleet
- 1956: The Fastest Gun Alive
- 1956: Forbidden Planet
- 1956: The Power and the Prize
- 1958: Gigi
- 1958: Cat on a Hot Tin Roof
- 1959: North by Northwest
- 1960: The Time Machine
- 1962: Mutiny on the Bounty
- 1962: How the West Was Won
- 1963: 7 Faces of Dr. Lao
- 1965: The Cincinnati Kid
- 1967: Return of the Gunfighter
- 1967: Point Blank
- 1968: Ice Station Zebra
- 1974: Young Frankenstein
- 1975: Babe
- 1976: Logan's Run
- 1978: The Fury
- 1979: Love at First Bite
- 1981: Zorro the Gay Blade